# Edificio Centinela
El Edificio Centinela es una construcción a semejanza de un edificio modernista, situado en Valencia de Don Juan (León, España). 
Es conocido popularmente como la 'casa de Batman'.

## Obra
El responsable de la obra es Santiago Nava, que empezó la construcción el 20 de septiembre de 1990. 
Se eleva sobre una base de ocho octógonos y está integrada por un total de cinco casas independientes con paredes de tapial, cientos de cantos rodados, ventanas y gárgolas con formas animales y estructuras y disposiciones totalmente irregulares.
Su estructura ha ido cambiando con el paso de los años. Por ejemplo, las paredes iban a ser de barro crudo y terminaron siendo construidas en piedra, lo que hace que el color sea mucho más oscuro.
Las esculturas superiores son móviles pues se trata de unas veletas hechas por un escultor de la localidad llamado Manuel Chiches. Estas reproducen una serpiente, un águila, un San Miguel matando al diablo y una centinela.